# Lis (geslacht)
Lis (Iris) is een geslacht uit de lissenfamilie (Iridaceae). Zowel het geslacht als de soorten worden in de volksmond iris genoemd. Het geslacht kent naast soorten ook vele cultivars. Lissen worden al lang door de mens gebruikt. In de Egyptische piramiden zijn afbeeldingen van lissen te vinden, die stammen uit 1500 v.Chr. De soorten komen voor in de gematigde delen van het noordelijk halfrond, tot in de Filipijnen als zuidgrens.

## Botanische beschrijving
De bloemen kunnen in kleur variëren van goudgeel, tot wit, blauw, lavendel en paars. Roze en abrikooskleurige irissen zijn gekweekt binnen sommige soorten.
De verschillende soorten lissen komen algemeen voor in de noordelijke gematigde klimaatzone. Alle irissen hebben lange stelen en bloemen met zes kroonbladeren, waarvan drie naar beneden wijzen en drie rechtop staan. Bij sommige kleinere soorten wijzen de kroonbladeren allemaal naar buiten. De meeste wilde lissen groeien uit een wortelstok, maar sommige soorten groeien vanuit een bol. Deze laatste soorten worden als cultuurgewas geteeld. Hierbij worden twee groepen onderscheiden:
- Reticulatagroep (Iris reticulata en Iris danfordiae). Deze groep omvat vroegbloeiende, laag blijvende soorten afkomstig uit Oost-Turkije, het westen van Perzië, de Kaukasus en Libanon.
- Xiphiumgroep. Soorten uit deze groep komen voor in Spanje, Portugal en Noord-Afrika. Deze groep is het belangrijkste voor de sierteelt. Tot deze groep behoren onder meer de Hollandse irissen, die ontstaan zijn uit kruisingen tussen wilde irissoorten. Daarnaast worden Engelse en Spaanse irissen onderscheiden, maar die zijn van weinig belang voor de sierteelt.

## Soorten
Dit geslacht kent de volgende soorten:
- Iris acutiloba C.A.Mey.
- Iris adriatica Trinajstić ex Mitic
- Iris afghanica Wendelbo
- Iris aitchisonii (Baker) Boiss.
- Iris albertii Regel
- Iris albomarginata R.C.Foster
- Iris alexeenkoi Grossh.
- Iris almaatensis Pavlov
- Iris anguifuga Y.T.Zhao & X.J.Xue
- Iris antilibanotica Dinsm.
- Iris aphylla L.
- Iris arenaria Waldst. & Kit.
- Iris aschersonii Foster
- Iris assadiana Chaudhary, G.Kirkw. & C.Weymouth
- Iris atrofusca Baker
- Iris atropurpurea Baker
- Iris attica Boiss. & Heldr.
- Iris aucherii (Baker) Sealy
- Iris auranitica Dinsm.
- Iris austrotschatkalica Tojibaev, F.Karimov & Turgunov
- Iris avromanica Rukšāns
- Iris bakeriana Foster
- Iris baldshuanica O.Fedtsch.
- Iris barbatula Noltie & K.Y.Guan
- Iris barnumiae Foster & Baker
- Iris basaltica Dinsm.
- Iris benacensis A.Kern. ex Stapf
- Iris bicapitata Colas.
- Iris bismarckiana E.Dammann & Sprenger
- Iris bloudowii Ledeb.
- Iris boissieri Henriq.
- Iris bostrensis Mouterde
- Iris bracteata S.Watson
- Iris brevicaulis Raf.
- Iris bucharica Foster
- Iris bulleyana Dykes
- Iris bungei Maxim.
- Iris cabulica Gilli
- Iris calabra (N.Terracc.) Peruzzi
- Iris calcicola Z.C.Lu, Z.P.Huang & Yan Liu
- Iris camillae Grossh.
- Iris capnoides (Vved.) T.Hall & Seisums
- Iris carterorum B.Mathew & Wendelbo
- Iris cathayensis Migo
- Iris caucasica M.Bieb.
- Iris cedreti Dinsm. ex Chaudhary
- Iris chrysographes Dykes
- Iris chrysopetala Sennikov, F.O.Khass. & Pulatov
- Iris chrysophylla Howell
- Iris clarkei Baker ex Hook.f.
- Iris colchica Kem.-Nath.
- Iris collettii Hook.f.
- Iris confusa Sealy
- Iris cristata Aiton
- Iris crocea Jacquem. ex R.C.Foster
- Iris cuniculiformis Noltie & K.Y.Guan
- Iris curvifolia Y.T.Zhao
- Iris cycloglossa Wendelbo
- Iris dabashanensis C.A.Wilson
- Iris damascena Mouterde
- Iris danfordiae (Baker) Boiss.
- Iris darwasica Regel
- Iris decora Wall.
- Iris delavayi Micheli
- Iris dichotoma Pall.
- Iris doabensis B.Mathew
- Iris dolichosiphon Noltie
- Iris domestica (L.) Goldblatt & Mabb.
- Iris douglasiana Herb.
- Iris drepanophylla Aitch. & Baker
- Iris edomensis Sealy
- Iris ensata Thunb.
- Iris farashae Güner
- Iris farreri Dykes
- Iris ferdowsii Joharchi & Memariani
- Iris fernaldii R.C.Foster
- Iris filifolia Boiss.
- Iris florentina L.
- Iris foetidissima L. - Stinkende lis
- Iris formosana Ohwi
- Iris forrestii Dykes
- Iris fosteriana Aitch. & Baker
- Iris fulva Ker Gawl.
- Iris furcata M.Bieb.
- Iris furseorum T.Hall & Seisums
- Iris galatica W.Irving
- Iris gatesii Foster
- Iris giganticaerulea Small
- Iris glaucescens Bunge
- Iris goniocarpa Baker
- Iris gracilipes A.Gray
- Iris graeberiana Sealy
- Iris graminea L.
- Iris grant-duffii Baker
- Iris griffithii Baker
- Iris grossheimi Woronow ex Grossh.
- Iris halophila Pall.
- Iris hartwegii Baker
- Iris haussknechtii Bornm. ex Baker
- Iris haynei Baker
- Iris hellenica Mermygkas
- Iris henryi Baker
- Iris heracleana (J.Mart.Rodr. & M.B.Crespo) Fennane
- Iris hermona Dinsm.
- Iris heweri Grey-Wilson & B.Mathew
- Iris hexagona Walter
- Iris hippolyti (Vved.) Kamelin
- Iris histrio Rchb.f.
- Iris histrioides (G.F.Wilson) S.Arn.
- Iris hoogiana Dykes
- Iris hookeri Penny ex G.Don
- Iris hookeriana Foster
- Iris humilis Georgi
- Iris hymenospatha B.Mathew & Wendelbo
- Iris iberica Steven
- Iris imbricata Lindl.
- Iris inconspicua (Vved.) T.Hall & Seisums
- Iris innominata L.F.Hend.
- Iris ivanovae Doronkin
- Iris jacquinii (Schrank) ined.
- Iris japonica Thunb.
- Iris juncea Poir.
- Iris junonia Schott
- Iris junzifengensis S.P.Chen, Xin Y.Chen & Liang Ma
- Iris kamelinii Alexeeva
- Iris kashmiriana Baker
- Iris kemaonensis Wall. ex D.Don
- Iris khassanovii Tojibaev & Turginov
- Iris kirkwoodiae Chaudhary
- Iris kobayashii Kitag.
- Iris kolpakowskiana Regel
- Iris kopetdagensis (Vved.) B.Mathew & Wendelbo
- Iris koreana Nakai
- Iris korolkowii Regel
- Iris kurbanovii F.O.Khass. & Rakhimova
- Iris kuschakewiczii B.Fedtsch.
- Iris kuschkensis Grey-Wilson & B.Mathew
- Iris lactea Pall.
- Iris lacustris Nutt.
- Iris laevigata Fisch.
- Iris latistyla Y.T.Zhao
- Iris lazica Albov
- Iris leptophylla Lingelsh. ex H.Limpr.
- Iris leptorrhiza (Vved.) Vved.
- Iris lineata Foster ex Regel
- Iris linifolia (Regel) O.Fedtsch.
- Iris linifoliiformis (Khalk.) Tojibaev & Turginov
- Iris loczyi Kanitz
- Iris lokiae Alexeeva
- Iris longipetala Herb.
- Iris longiscapa Ledeb.
- Iris lortetii Barbey
- Iris ludwigii Maxim.
- Iris lutescens Lam.
- Iris lycotis Woronow
- Iris maackii Maxim.
- Iris macrosiphon Torr.
- Iris maculata Baker
- Iris magnifica Vved.
- Iris mandshurica Maxim.
- Iris maracandica (Vved.) Wendelbo
- Iris mariae Barbey
- Iris marivanica Rukšāns
- Iris marsica I.Ricci & Colas.
- Iris masiae Leichtlin ex Dykes
- Iris meda Stapf
- Iris microglossa Wendelbo
- Iris milesii Baker ex Foster
- Iris minutoaurea Makino
- Iris missouriensis Nutt.
- Iris munzii R.C.Foster
- Iris mzchetica Rodion.
- Iris nantouensis S.S.Ying
- Iris narbutii O.Fedtsch.
- Iris narcissiflora Diels
- Iris narynensis O.Fedtsch.
- Iris neoensata Y.N.Lee
- Iris neosetosa Y.N.Lee
- Iris nicolai (Vved.) Vved.
- Iris nigricans Dinsm.
- Iris notha M.Bieb.
- Iris nusairiensis Mouterde
- Iris odaesanensis Y.N.Lee
- Iris odontostyla B.Mathew & Wendelbo
- Iris orchioides Carrière
- Iris orientalis Mill.
- Iris orjenii Bräuchler & Cikovac
- Iris oxypetala Bunge
- Iris palaestina (Baker) Barbey
- Iris pallida Lam.
- Iris pamphylica Hedge
- Iris paradoxa Steven
- Iris paropamisensis T.Hall & Seisums
- Iris perrieri Simonet ex N.Service
- Iris persica L.
- Iris peshmeniana Güner & T.Hall
- Iris petrana Dinsm.
- Iris petri F.O.Khass., Rakhimova & Achilova
- Iris planifolia (Mill.) T.Durand & Schinz
- Iris platyptera B.Mathew & Wendelbo
- Iris polakii Stapf
- Iris pontica Zapał.
- Iris popovii (Vved.) Vved.
- Iris porphyrochrysa Wendelbo
- Iris postii Mouterde
- Iris potaninii Maxim.
- Iris prismatica Pursh
- Iris proantha Diels
- Iris probstii C.A.Wilson
- Iris psammocola Y.T.Zhao
- Iris pseudacorus L. - Gele lis
- Iris pseudocapnoides Rukšāns
- Iris pseudocaucasica Grossh.
- Iris pseudomeda Salimb. & H.Saeidi
- Iris pseudonotha Galushko
- Iris pseudopumila Tineo
- Iris pskemensis Rukšāns
- Iris pumila L. - Dwerglis
- Iris purdyi Eastw.
- Iris qinghainica Y.T.Zhao
- Iris ramsayi T.Hall & B.Mathew
- Iris regis-uzziae Feinbrun
- Iris reichenbachiana Klatt
- Iris reichenbachii Heuff.
- Iris relicta Colas.
- Iris reticulata M.Bieb.
- Iris revoluta Colas.
- Iris rodionenkoi (Lazkov & Naumenko) T.Hall
- Iris rosenbachiana Regel
- Iris rossii Baker
- Iris rudolphii F.O.Khass., Esankulov & Achilova
- Iris ruthenica Ker Gawl.
- Iris rutherfordii J.Mart.Rodr., P.Vargas, Carine & Jury
- Iris sabina N.Terracc.
- Iris sanguinea Hornem.
- Iris sari Schott ex Baker
- Iris savannarum Small
- Iris scariosa Willd. ex Link
- Iris schachtii Markgr.
- Iris schelkownikowii (Fomin) Fomin
- Iris schmakovii Alexeeva
- Iris serotina Willk.
- Iris setina Colas.
- Iris setosa Pall. ex Link
- Iris sibirica L.
- Iris sintenisii Janka
- Iris sisianica Zubov & Bondarenko
- Iris songarica Schrenk ex Fisch. & C.A.Mey.
- Iris sophenensis (Foster) B.Mathew & Güner
- Iris speculatrix Hance
- Iris sprengeri Siehe
- Iris spuria L.
- Iris staintonii H.Hara
- Iris statellae Tod.
- Iris stenophylla Hausskn. ex Baker
- Iris stocksii (Baker) Boiss.
- Iris stolonifera Maxim.
- Iris straussii Leichtlin ex Micheli
- Iris suaveolens Boiss. & Reut.
- Iris subdecolorata Vved.
- Iris subdichotoma Y.T.Zhao
- Iris susiana L.
- Iris svetlanae (Vved.) T.Hall & Seisums
- Iris swensoniana Chaudhary, G.Kirkw. & C.Weymouth
- Iris tadshikorum (Vved.) Vved.
- Iris taochia Woronow ex Grossh.
- Iris tarhunensis (Borzì & Mattei) Pamp.
- Iris tectorum Maxim.
- Iris tenax Douglas ex Lindl.
- Iris tenuifolia Pall.
- Iris tenuis S.Watson
- Iris tenuissima Dykes
- Iris tibetica (Dykes) Bolt.
- Iris tigridia Bunge ex Ledeb.
- Iris timofejewii Woronow
- Iris tingitana Boiss. & Reut.
- Iris tridentata Pursh
- Iris tschandalasica Urusov
- Iris tubergeniana Foster
- Iris tuberosa L.
- Iris typhifolia Kitag.
- Iris unguicularis Poir.
- Iris uniflora Pall. ex Link
- Iris urmiensis Jekyll & E.T.Cook
- Iris variegata L.
- Iris vartanii Foster
- Iris ventricosa Pall.
- Iris verna L.
- Iris versicolor L.
- Iris vicaria Vved.
- Iris victoris F.O.Khass., Khuzhan. & Rakhimova
- Iris virginica L.
- Iris vorobievii N.S.Pavlova
- Iris vvedenskyi Nevski ex Woronow & Popov
- Iris wallisiae T.Hall & Seisums
- Iris warleyensis Foster
- Iris wattii Baker ex Hook.f.
- Iris wendelboi Grey-Wilson & B.Mathew
- Iris westii Dinsm.
- Iris willmottiana Foster
- Iris wilsonii C.H.Wright
- Iris winkleri Regel
- Iris winogradowii Fomin
- Iris xanthochlora Wendelbo
- Iris xiphium L.
- Iris yebrudii Dinsm. ex Chaudhary
- Iris yedisuensis Yıld. & Kılıç
- Iris zagrica B.Mathew & Zarrei
- Iris zaprjagajevii (N.V.Abramov) T.Hall & Seisums
- Iris zetterlundii Rukšāns
- Iris zhaoana M.B.Crespo, Alexeeva & Y.E.Xiao

In Nederland en België komt alleen de gele lis (Iris pseudacorus) van nature voor.

## Hybriden
- Iris × ampliflora Y.E.Xiao, F.Y.Yu & X.F.Zhou
- Iris × binata Schur
- Iris × brzhezitzky Grossh.
- Iris × caeciliae Grossh.
- Iris × flexicaulis Small
- Iris × fulvala Dykes
- Iris x germanica L. - Blauwe lis
- Iris × ketzkhovelii G.N.Matveev
- Iris × kobasensis Prodan
- Iris × koenigii Sosn.
- Iris × nelsonii Randolph
- Iris × neumayeri Janch. ex Holub
- Iris × robusta E.S.Anderson
- Iris × sancti-cyri J.Rousseau
- Iris × seminaturalis Niketic, Tomovic & Siljak-Yak.
- Iris × setosothungbergii H.Koidz. ex T.Shimizu
- Iris × sinistra Sosn.
- Iris × thompsonii R.C.Foster
- Iris × vinicolor Small
- Iris × violipurpurea Small

... · 
I. ensata (Japanse iris) · 
I. germanica (Blauwe lis) · 
I. latifolia · 
I. lutescens · 
I. pseudacorus (Gele lis) · 
I. pumila · 
I. reticulata · 
...
... · 
Crocus (Krokus) · 
Dietes · 
Freesia · 
Gladiolus (Gladiool) · 
Gelasine ·
Iris (Lis) · 
Sisyrinchium · 
Moraea · 
Romulea · 
Tigridia · 
Witsenia · 
...